# Cotonsport Garoua
Cotonsport je kamerunski nogometni klub iz Garoua.

## Uspjesi
- Kamerunska premijer liga: 17

1997., 1998., 2001., 2003., 2004., 2005., 2006., 2007., 2008., 2010., 2011., 2013., 2014., 2015., 2018., 2021., 2022.
- Kamerunski kup: 3

2003., 2004., 2007., 2008.

### Nastupi u CAF-ovim natjecanjima
- CAF liga prvaka: 6 puta
- CAF kup: 4 puta
- CAF kup konfederacija: 4 puta

## Poznati bivši igrači
- Amour Patrick Tignyemb
- Vital Mevengue
- Henri Pierre Armand Nnouck Minka
- Boukar Makadji
- Franci Litsingi
- Armand Djérabé
- Gustave Bebbe
- Mathurin Kameni
- Nicolas Alnoudji
- Pape Omar Fayé
- Ernest Oben-Etchi
- Joseph Ndo
- Aka Adek Meba
- Lewis Weeks
- Alex Nimely-Tchuimeni

## Vanjske poveznice
- Službena stranica